# Matarrubia
Matarrubia település Spanyolországban, Guadalajara tartományban. Matarrubia Valdepeñas de la Sierra, Puebla de Valles, Puebla de Beleña, Malaguilla, Fuentelahiguera de Albatages és Villaseca de Uceda községekkel határos. Lakosainak száma 79 fő (2024).

## Népesség
A település népessége az utóbbi években az alábbiak szerint változott:
| Lakosok száma | 45   | 51   | 50   | 61   | 65   | 49   | 49   | 70   | 65   | 79   |
|               | 2001 | 2004 | 2006 | 2009 | 2011 | 2014 | 2016 | 2019 | 2021 | 2024 |